# Aeroportul Ísafjörður
Aeroportul Ísafjörður (IATA: IFJ, ICAO: BIIS) este un aeroport din Ísafjörður, Ísafjarðarbær⁠(d), Westfjords⁠(d), Islanda ce deservește zona Ísafjörður. Aeroportul a fost tranzitat în 2019 de 32.311 pasageri. A fost numit după zona deservită.
Situat la o altitudine de 2 m, aeroportul dispune de o singură pistă. Este operat de Isavia⁠(d).